# Hiroshi Kobayashi (piłkarz)
Hiroshi Kobayashi (jap. 小林 寛 Kobayashi Hiroshi; ur. 17 marca 1959) – japoński piłkarz występujący na pozycji obrońcy i trener.

## Kariera piłkarska
Od 1981 do 1989 roku występował w klubie Furukawa Electric.

## Kariera trenerska
Po zakończeniu piłkarskiej kariery pracował jako trener w ALO's Hokuriku, Kawasaki Frontale i Mito HollyHock.